# Grand Prix 1925
Grand Prix-säsongen 1925 bestod av ett VM för konstruktörer och ett antal race utanför VM. Alfa Romeo blev världsmästare men stallet förlorade sin stjärnförare Antonio Ascari, som förolyckades under Frankrikes Grand Prix.

## Grand Prix i VM
| Grand Prix            | Bana              | Vinnande förare     | Vinnande konstruktör |
| --------------------- | ----------------- | ------------------- | -------------------- |
| Indianapolis 500      | Indianapolis      | Pete DePaolo        | Duesenberg           |
| Belgiens Grand Prix   | Spa-Francorchamps | Antonio Ascari      | Alfa Romeo           |
| Frankrikes Grand Prix | Montlhéry         | Benoist, Divo       | Delage               |
| Italiens Grand Prix   | Monza             | Gastone Brilli-Peri | Alfa Romeo           |